# Earlswood
Earlswood is een plaats en civil parish in het bestuurlijke gebied Reigate and Banstead, in het Engelse graafschap Surrey.